# Self-made man
Self-made man (plurale self-made men, lett. "un uomo che si è fatto da solo") è un termine anglo-americano usato per descrivere una persona di umili origini che, grazie al suo lavoro e al suo impegno personale, ha creato dal nulla la posizione economica e il proprio Status sociale.
Un "self-made man" è una persona che ha costruito il suo successo, grazie al merito. Nella cultura degli Stati Uniti, l’idea del self-made man è concepita come un archetipo o un ideale, ma alcuni ravvisano un aspetto negativo in quanto viene considerato un mito o un culto.

## Storia
La frase fu coniata da Henry Clay al Senato degli Stati Uniti il 2 febbraio 1832. Benjamin Franklin era stato descritto come il più grande esempio di self-made man. Ispirato dall'autobiografia di Franklin, Frederick Douglass sviluppò il concetto di self-made man in una serie di conferenze che si svolsero per diversi decenni a partire dal 1879.
Benjamin Franklin era stato preso come modello ideale del self-made men. Sebbene non sia stato il più ricco o il più potente, ma grazie alla versatilità del suo genio e dei suoi successi, è stato senza dubbio considerato il più grande dei self-made men. La sua storia della costante ascesa dall'umile infanzia in un negozio di sego, attraverso l'industria, l'economia e la perseveranza nell'auto-miglioramento, fino a raggiungere cariche pubbliche di altissimo livello è il miglior esempio.